# 叶知秋
叶知秋，中国配音演员，原为北斗企鹅工作室的成员之一，现效力于藤韵文化。
代表作品有动画《宇宙警探》《女生宿舍日常》《从前有座灵剑山》，手游战双《兵器少女》，动画大电影《大护法》，微电影《后青春》等。

## 出演作品

### 电视动画
- 《女生宿舍日常》
- 2016年《從前有座靈劍山》  梁秋
- 2017年《宇宙警探élDLIVE》 其方美鈴
- 2020年《無限少女48》 劉星語
- 2020年《鬼滅之刃》（日） 朱紗丸
- 2023年《雪王驾到》 雪王
- 2024年《白色闪电》 张若饴

### 動畫電影
2017年
- 《大護法》彩

2018年
- 《我是江小白劇場版》

2019年
- 《如果歷史是一群喵第3季》

2020年
- 《百鬼幼兒園第3季》
- 《未來的未來》（配音）未來的媽媽

2022年
- 《哆啦A梦：大雄的宇宙小战争 2021》（配音）出木杉

### 廣播劇
- 《熱搜預定》
- 《入睡指南》女祕書
- 《一個鋼鏰兒》晏航媽媽
- 《魔道祖師》秦愫、小魏嬰
- 《帝王攻略》硃砂

### 特攝劇
- 《羅布奧特曼》湊澪
- 《假面騎士Zero-One》刃唯阿
- 《澤塔奧特曼》匹特星人姐姐
- 《特利迦奧特曼》静间结名、尤紗蕾

### 遊戲
- 《戰雙帕彌什》曲
- 《明日方舟》早露
- 《崩壞：星穹鐵道》飛霄
- 《無期迷途》柯琳
- 《白夜極光》緋
- 《鳴潮》夏空